# Магугу, Тебе
Тебетсиле «Тебе» Магугу (родился 1 сентября 1993 г.) — южноафриканский модельер. Родившийся в Кимберли и проживающий в Йоханнесбурге, он стал известен как победитель Премии LVMH для молодых модных дизайнеров 2019 года, и финалист Международной премии Woolmark 2021 года. С 2017 года Магугу выпустил десять сольных коллекций под своим одноимённым лейблом, а также несколько капсул в сотрудничестве с такими международными брендами, как Dior, Adidas и AZ Factory.

## Ранние года
Магугу родился в поселке Ипопенг на окраине Кимберли 1 сентября 1993 года. По происхождению он сото. Получил образование в Колледже христианских братьев Святого Патрика в Кимберли, а затем в Лондонской международной школе моды (LISOF) в Йоханнесбурге, где изучал дизайн одежды, модную фотографию и модные СМИ.

## Карьера

### 2016—2018: Ранняя карьера и национальный прорыв
После окончания LISOF Магугу основал свой одноимённый лейбл в Йоханнесбурге в 2016 году. Его дебютная коллекция Geology, выпущенная в весенне-летнем сезоне 2017 года, была представлена в Vogue Italia. Следующие коллекции Магугу включали «Home Economics» для сезона осень/зима 2018 года и «Gender Studies» для сезона весна/лето 2018 года, обе были показаны на Неделе моды в Южной Африке и, что примечательно, были сфотографированы на чучелах, а не на супермоделях. Затем последовали коллекция «Art History» весной/летом 2019 г. и «African Studies» осенью/зимой 2019 г.

### 2019 — настоящее время: международный прорыв.
В 2019 году Магугу был объявлен победителем Международной выставки мод Британским советом моды, затем он стал первым африканцем, удостоенным премии LVMH Young Fashion Designer Prize 2019, которая принесла ему 300 000 евро и год наставничества со стороны LVMH. Президент Южной Африки Сирил Рамафоса впоследствии похвалил Магугу и написал, что «его уровень сознания, который он привносит в свое мастерство, наиболее вдохновляет и отличает его от современников». Магугу представил свою дебютную коллекцию в Токийском дворце во время Недели моды в Париже для осенне-зимнего сезона под названием Anthro 1. Его первая линия мужской одежды была выпущена в сотрудничестве с Dover Street Market в Лондоне в сентябре того же года.
Магугу разработал платье под названием «Girl Seeks Girl», которое было выставлено в Метрополитен-музее в 2021 году, затем последовало вязаное платье с отпечатками пальцев, в котором американская певица Дайон Уорвик снялась в короткометражном фильме Соланж Ноулз под названием «Пассаж», который послужил его заявкой на участие в Международной премии Woolmark Prize 2021 года, где он вошёл в шорт-лист финалистов. Вдохновлённая семьёй, его коллекция Genealogy for была выпущена во время Недели моды в Париже в сентябре 2021 года вместе с короткометражным фильмом сезона весна-лето 2022 года.
В начале 2022 года Магугу был приглашён AZ Factory, брендом израильского модельера Альбера Эльбаза и швейцарского дома моды Richemont, для сотрудничества в создании линии одежды Amigos. В коллаборации с немецкой компанией Adidas он разработал коллекцию одежды для тенниса, в которую были одеты спортсмены Дана Мэтьюсон, Стефанос Циципас, Феликс Оже-Альяссим, Джессика Пегула и Доминик Тим на Открытом чемпионате США 2022 года. В том же году он снова сотрудничает с Adidas для создания местной коллекции спортивной одежды под названием Finding Beauty. В августе 2022 года американский модный журнал Vogue опубликовал специальный материал под названием «Обмен дизайнерами», в котором рассказывается о сотрудничестве Магугу и Пьерпаоло Пиччоли из Valentino. Коллекция Magugu весна 2023 под названием Discard Theory дебютировала в Музее Виктории и Альберта в октябре 2022 года в рамках Лондонской недели моды. Затем итальянский модельер Мария Грация Кьюри предложила ему переосмыслить «Новый взгляд» для французского дома роскоши Dior, вырученные средства от которой пойдут на благотворительный проект Шарлиз Терон в Африке.

## Личная жизнь
Магугу причисляет себя к квир-персонам.